# Мещерская, Кира Александровна
Кира Александровна Мещерская (Мещерская-Штейнберг; 10 июня 1909, Логи, Смоленская губерния — 1991, Толмачёво, Лужский район) — советский учёный-биолог и фармаколог, доктор медицинских наук, профессор. Заведовала кафедрами биологии и фармакологии Благовещенского, а затем кафедрой фармакологии Владивостокского медицинского институтов.

## Биография
Кира Александровна Мещерская родилась 10 июня 1909 года в дворянской семье в имении Логи (Лаги) Суетовской волости Духовщинского уезда Смоленской губернии, ныне — деревня Логи входит в Булгаковское сельское поселение Духовщинского района Смоленской области. Русская.
Получив домашнее, потом среднее образование в советской школе, Кира Александровна с 1926 по 1931 годы училась во 2-м Ленинградском медицинском институте (сейчас Санкт-Петербургский государственный педиатрический медицинский университет), совмещая учебу с работой препаратором в Ветеринарном институте и фасовщицей в артели «Технохим».
После окончания вуза Мещерская была направлена работать врачом здравпункта механического завода в город Кемерово. Вернувшись через два года в Ленинград, с 1933 по 1935 годы работала младшим научным сотрудником Всесоюзного института экспериментальной медицины (ВИЭМ). В связи с репрессиями семьи и как лицо дворянского происхождения — была уволена с работы. После этого год проработала в Казахском НИИ охраны материнства и детства (город Алма-Ата), потом ещё год — участковым педиатром в Ленинграде, не оставляя при этом научных занятий, которым отдавала свободное от основной работы время.
После защиты кандидатской диссертации в Ленинградском  государственном университете (специальность — биология) с 1937 года по рекомендации профессора Д. Н. Насонова была принята ассистентом на кафедру фармакологии педиатрического мединститута и приступила к подготовке докторской диссертации, которую прервала Великая Отечественная война — в конце лета 1941 года К. А. Мещерская добровольцем ушла на фронт.
В июне 1941 года призвана горвоенкоматом Ленинграда в Рабоче-крестьянскую Красную Армию. В годы войны служила в должностях батальонного врача, начальника санитарной службы отдельного санитарного батальона, главного токсиколога 23-й армии (Ленинградский фронт). Применила в войсках армии хвойную настойку в качестве противоцинготного средства. 28 февраля 1942 года военврач 3-го ранга К. Мещерская выбыла в эвакуационный госпиталь № 1782, город Абакан.
В военные годы в санатории «Озеро Горькое» Щучанского района Курганской области находился эвакогоспиталь № 3121. Среди лечащих врачей была и К. А. Мещерская. Она доказала, что при использовании грязевого раствора озера Горького на 15-й день лечения наступало полное заживление ран. При применении внутрь этого раствора в дозе 0,5 мл на 100 граммов воды в течение 14 дней происходило заживление язвенных поверхностей желудка. Ныне посёлок Курорт Озеро входит в Щучанский муниципальный округ той же области. За время войны К. А. Мещерская получила четыре воинских звания, была награждена орденами и медалями и демобилизовалась 10 сентября 1945 года в звании майора медицинской службы.
С 1943 года Кира Мещерская — член ВКП(б).
После демобилизации Мещерская вернулась к преподавательской работе в педиатрическом институте. После защиты в 1947 году докторской диссертации по специальности «Фармакология» — «Анализ токсического эффекта ионов калия и его особенности в различные периоды роста животного (К проблеме возрастной физиологии)» — работала старшим научным сотрудником химико-фармацевтического НИИ (Ленинград). Позже заведовала кафедрой фармакологии Челябинского (с 1949 года) и кафедрами биологии и фармакологии Благовещенского (с 1952 года) медицинских институтов. В обоих вузах была проректором по учебной и научной работе. В 1968—1986 гг. она заведовала кафедрой фармакологии Владивостокского государственного медицинского института.
Профессор К. А. Мещерская занималась активной общественной деятельностью — она была неизменным председателем Приморских отделений Всесоюзного общества физиологов им. И. П. Павлова и общества фармакологов; была председателем Приморской медико-биологической секции Всесоюзного общества «Знание»; лектором республиканской квалификации.
Она имела феноменальную память и удивительную эрудицию в медицине и других естественно-научных дисциплинах, литературе, философии, музыке.
В июле 1986 года, после потери зрения переехала к сестре в посёлок городского типа Толмачёво Лужского района Ленинградской области.
Кира Александровна Мещерская умерла 14 апреля 1991 года в Толмачёво и похоронена на местном кладбище.

## Направления исследований в области токсикологии и фармакологии
- 1939–1947 годы — возрастная и видовая токсикология (токсичность ионов калия в различные периоды жизни животных, токсичность стрихнина, токсичность ядов геминовых систем).
- 1949–1959 годы — фармакологическая активность азотистых оснований (гуанин, 6‑метилурацил), коричной кислоты, рутина и др. Влияние метацила на экспериментальную лейкопению, агранулоцитоз, язвенные поражения слизистой желудка. Фармакологическое лечение тканевых дистрофий. Фармакология нарушений кроветворения. Создание моделей патологических состояний.
- 1958—1962 годы — влияние природных соединений (бета‑ситостерин, морская капуста, серпуха овальная, одуванчик, цимицифуга даурская и др.) на атерогенез в эксперименте и клинике. Создание алиментарной модели воспроизведения на крысах атерогенных изменений.
- 1962–1970 годы — роль обмена желчных кислот в атерогенезе и механизмах действия гиполипидемических средств.

## Награды
- Орден Отечественной войны I степени, 21 мая 1945 года[5]
- Орден Отечественной войны II степени, 6 апреля 1985 года[6]
- Орден Красной Звезды, 2 октября 1943 года[7]
- Медаль «За боевые заслуги», 6 ноября 1942 года[8]
- Медаль «В ознаменование 100-летия со дня рождения Владимира Ильича Ленина», 1970 год
- Медаль «За оборону Ленинграда», 1 июня 1943 года[9]
- Медаль «За победу над Германией»
- Медаль «За доблестный труд в Великой Отечественной войне 1941—1945 гг.»[10]
- другие награды

## Семья
Прадед, Иван Иванович Мещерский (1791—?), уездный стряпчий в Волоколамском уезде (1822—1824), Рузском уезде (1824—1846), коллежский асессор (1841). Постановлением Московского губернского депутатского дворянского собрания причислен к дворянству в 1843 году. Указом Департамента Герольдии Правительствующего Сената от 20 марта (1 апреля)  1844 года внесён с сыновьями Павлом, Сергеем и Иваном в 3-ю часть Дворянской родословной книги Московской губернии «Дворянство бюрократическое, приобретенное чином гражданской службы или пожалованием ордена».
Отец, Александр Павлович Мещерский (15 (27) сентября 1861 года — 26 октября 1937 года, расстрелян), имел агрономическое образование, полученное при Петровско-Разумовской сельскохозяйственной академии. Состоял на военной службе до 1881 года. Литератор; под псевдонимами Комар и А. Долгушкин публиковался в периодических изданиях «Свет», «Новое время», «Русский вестник», «Русский труд», «Стрекоза». В 1904 году приобрёл имение Герчики в Каблуковкой волости Краснинского уезда Смоленской губернии (которым владел до 1914 года), затем имение Логи в Духовщинском уезде Смоленской губернии (по другим данным это усадьба Логи Каблуковкой волости Краснинского уезда).
Мать — Ольга Эдуардовна (18 (30) марта 1877 года — 21 февраля 1971 года) — происходила из семьи военной аристократии; её отец генерал-лейтенант Эдуард Иванович Форш возглавлял корпус военных топографов, а брат был мужем писательницы Ольги Комаровой (Форш).
В семье было трое детей: Никита (1906—1987) и сёстры — Елена (1907 — после 1987) и Кира. Впоследствии Никита Александрович Мещерский стал крупным лингвистом, специалистом по сравнительному языкознанию, древней славяно-русской переводной письменности и заведовал кафедрой русского языка в Ленинградском университете. После революции семья перебралась в Петроград, где поселилась на Васильевском острове. В 1932 году был осужден на 5 лет и отбывал срок на лесоразработках в Свирьлаге старший брат Киры — Никита. В 1935 году «как социально опасный элемент» был арестован и отец. Он с женой и старшей дочерью Еленой был приговорен к ссылке в Оренбург, где вновь был арестован и расстрелян в 1937 году «за участие в контрреволюционной организации».
Кира Александровна отделалась только увольнением и годичной ссылкой в Алма-Ату. Возможно, её спасло раннее замужество — мужем был молодой биолог Дмитрий Максимилианович Штейнберг (1909—1962; в будущем — известный профессор зоологии, доктор биологических наук), который приходился родным внуком великому русскому композитору Н. А. Римскому-Корсакову. После войны они развелись.
Сын Штейнберг Сергей Дмитриевич (1932 — 25 октябрь 2001), окончил Петрозаводский педагогический институт. Журналист, сотрудничал в газетах «Амурский комсомолец» (г. Благовещенск), «Тихоокеанский комсомолец» и «Рыбак приморья» (г. Владивосток).
Внуки: Ирина (род. 1957), Максим (род. 1973), Надежда (род. 1974)

## Книги
Всего опубликовала 173 научные работы. Ею подготовлено 20 кандидатов медицинских и биологических наук.
- Мещерская-Штейнберг, К.А. Отравления дикорастущими растениями и грибами и первая медицинская помощь при них. — Молотов: Краснокам. тип., 1948. — 16 с. — 3000 экз.[13]
- Мещерская, К.А. Новые лекарственные средства и их применение в советской медицине. — Челябинск: Челяб. обл. гос. изд., 1952. — 60 с. — 3000 экз.[14]
- Мещерская, К.А., Шадрин, М.Г. Морская капуста. — Владивосток: Дальневост. кн. изд., 1970. — 25 с. — 30 000 экз.[15]